# Леендакари
Леендака́ри (баск. Lehendakari, «тот, кто командует первым»), официально называемый председатель правительства Страны Басков или президент Страны Басков (исп. Presidente del Gobierno Vasco, баск. Eusko Jaurlaritzako lehendakaria) — председатель автономного сообщества Страна Басков (Испания).
Рабочий офис леендакари находится в районе Мендисорроса (города Витория-Гастейс), как и его официальная резиденция, дворец Ахурия-Энеа (Ajuria Enea).

## Значение

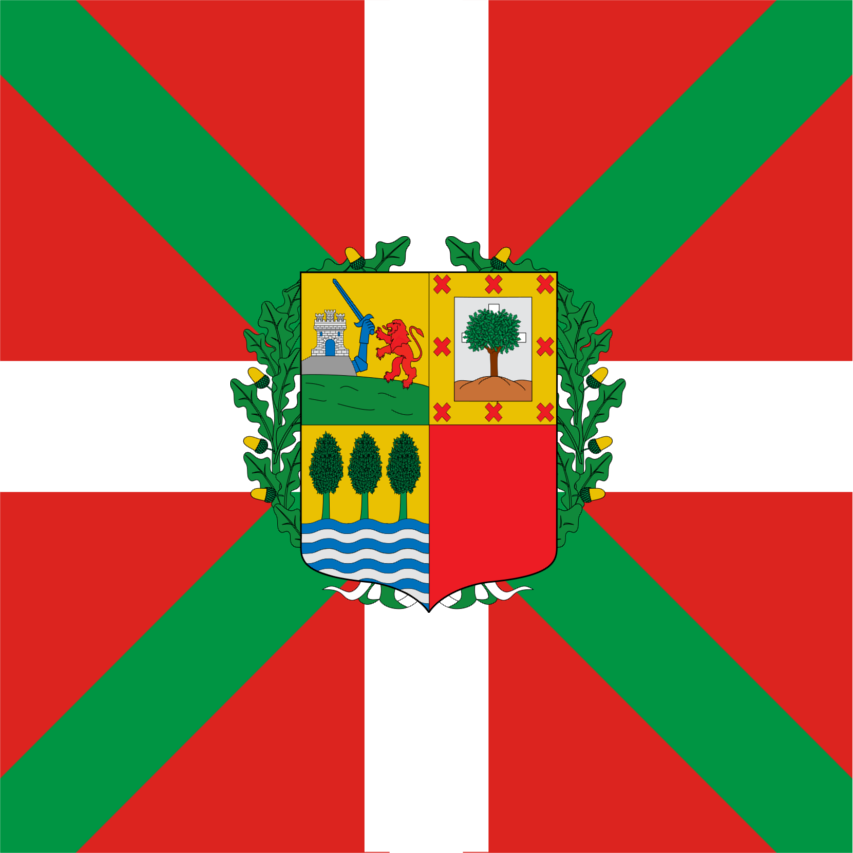
Штандарт леендакари

До установления официальной орфографии баскского языка в 1970-х годах использовалось название Euzko Jaurlaritzaren lendakari («председатель баскского правительства»). Основываясь на различных исследованиях баскских неологизмов, нельзя с уверенностью утверждать, что слово «лендакари» является неологизмом. Однако считается, что название создано членами Баскской националистической партии, происходящее от слов lehendabizikoa («первый») и -ari (суффикс для создания профессий).
Общие слова на баскском для «президента» — presidente и lehendakari. Для слова «правительства» — gobernu.
В баскском языке слово lehendakari использовалось как чистый синоним слова «президент» или «председатель». Это слово используется для обозначения того, кто возглавляет любой тип государственного или частного государственного органа. Например, используется слово lehendakari как название председателя правительства Наварры (Nafarroako Gobernuaren lehendakari), председателя баскского и наваррского парламента, председателя спортивного клуба или ассоциации и председателя совета директоров компании. Однако как название президентов других стран используется слово presidente.

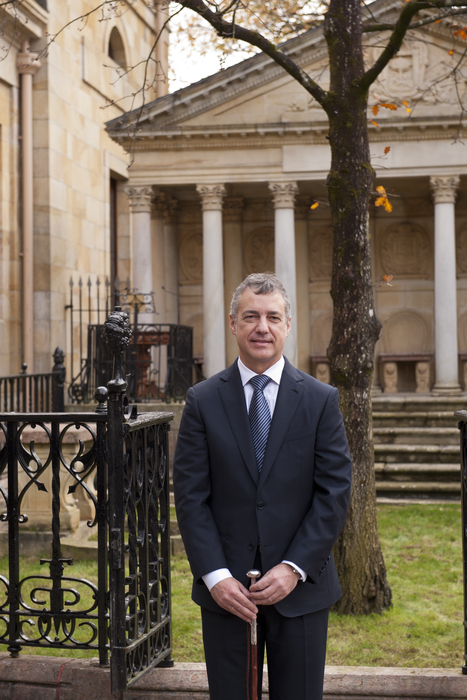
Леендакари Уркулью во время инаугурации

В испанском языке, слово, принятое Королевской академией испанского языка — lendakari. Однако в испанских СМИ обычно используется баскское слово (lehendakari).

## Резиденция и офисы

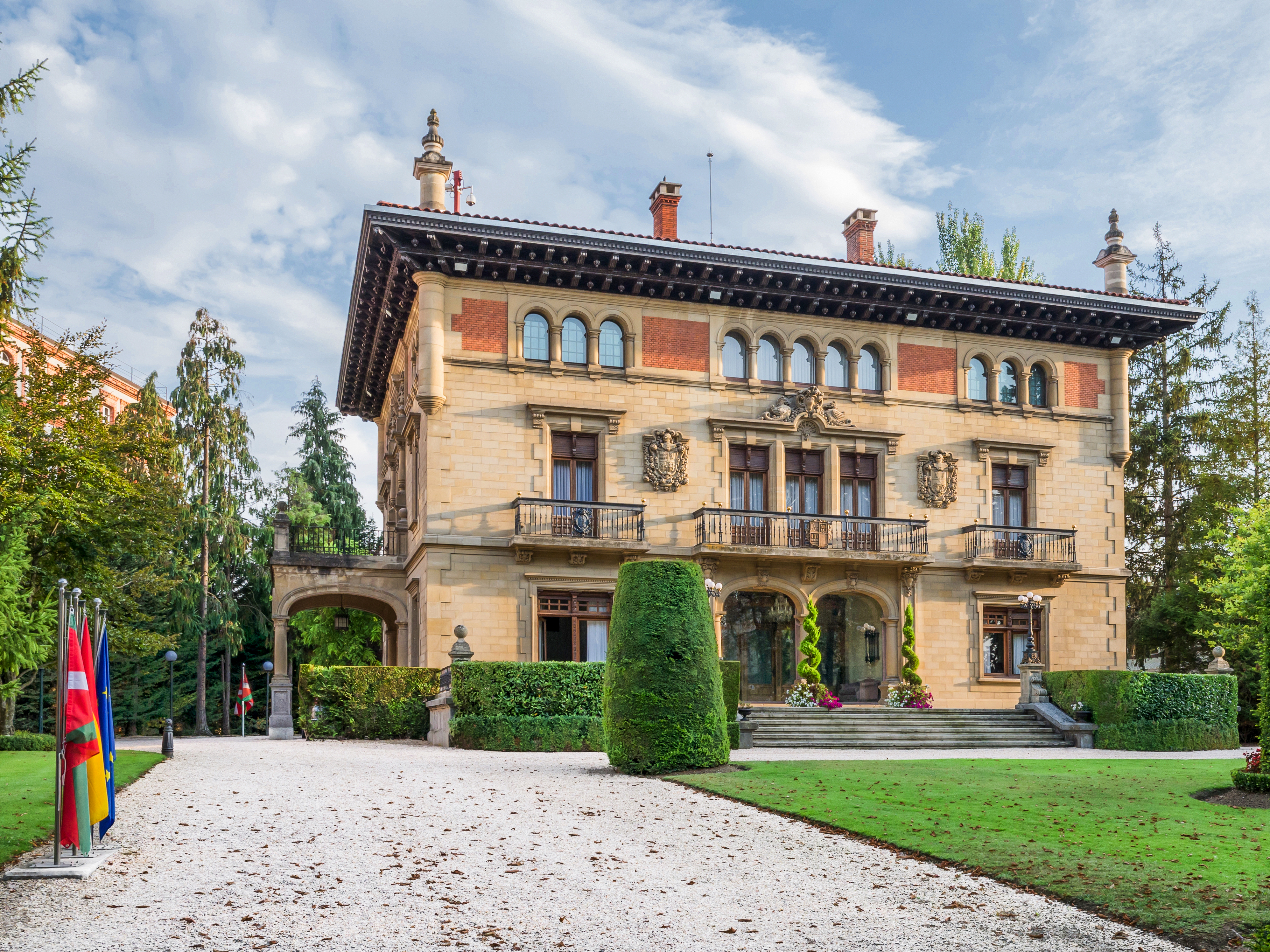
Дворец Ахурия-Энеа — официальная резиденция председателя правительства Страны Басков

Президентство правительства Страны Басков имеет три офиса, распределенных на разных территориях Страны Басков, с дифференцированными функциями между каждым из них: дворец Ахурия-Энеа, официальная резиденция леендакари; Леендакарица, административное здание президиума правительства, и дворец Артасы, предназначенный для официальных мероприятий и летней резиденции.

### Дворец Ахурия-Энеа
Дворец Адхурия-Энеа (Ajuria Enea) является официальной резиденцией леендакари. Его название происходит от разделения на два слова баскского названия Ajuriaenea, которое состоит из фамилии семьи, построившей дворец (Ахурия), и окончания родительного падежа («Ахурии»).
Самые величественные залы особняка расположены на первом этаже, а также главная столовая, и он используется как сцена для официальных приемов и торжественных действий леендакари. На первом этаже есть кабинеты и переговорные комнаты председателя, а второй этаж отведен под частную президентскую резиденцию.

### Леендакарица

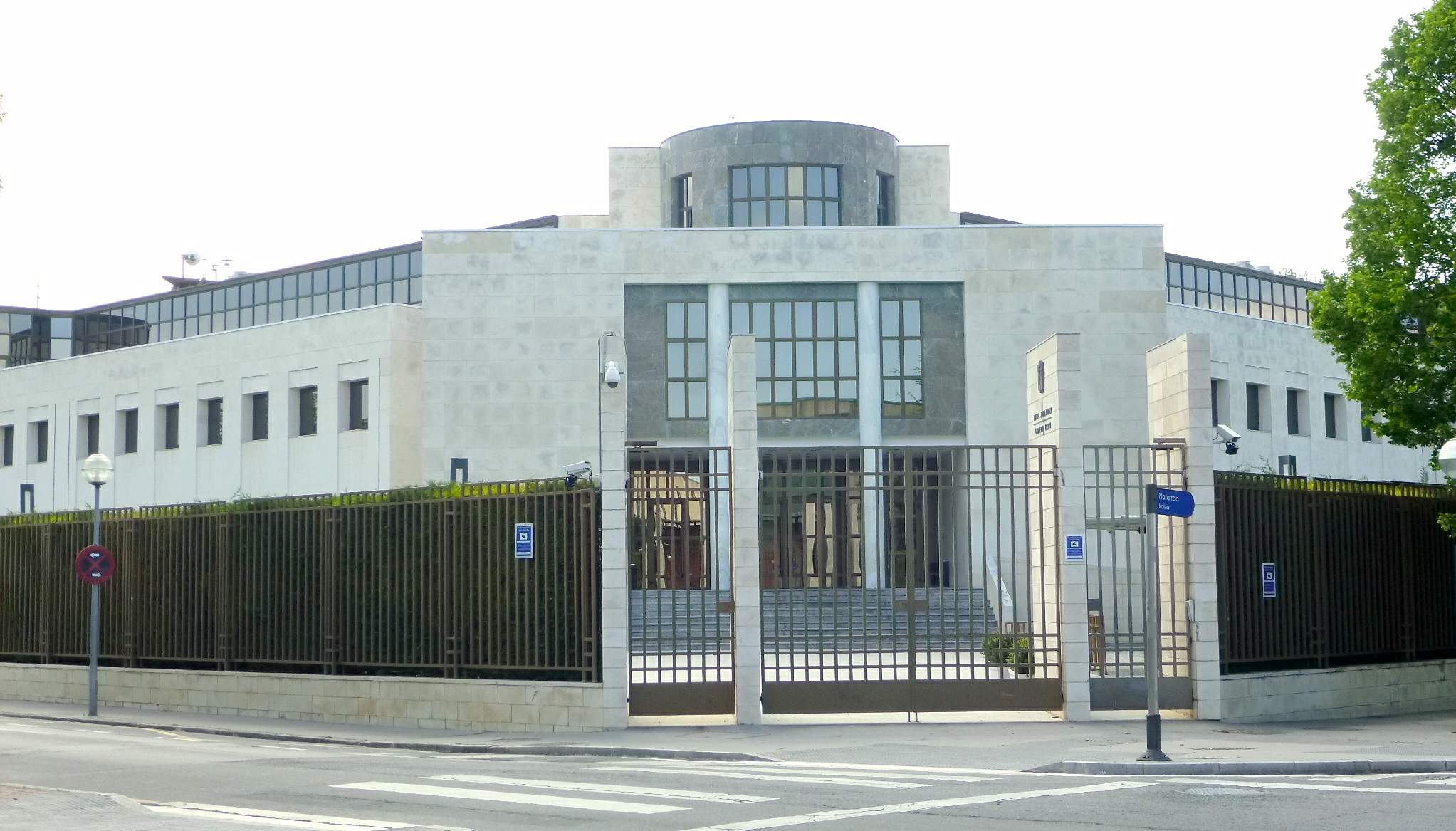
Леендакарица — здание с административными офисами леендакари

Расположенное в районе Мендисорроса (Витория-Гастейс), здание Леендакарицы (баск. Lehendakaritza, «президиум, президентство») было построено в 1980-х годах для размещения административных офисов президентства Страны Басков и рабочего офиса леендакари. В настоящее время здесь проходит большинство мероприятий и церемоний, организованных президентом правительства, а также проводятся выступления правительства.
Из соображений функциональности и безопасности, офис леендакари в этой здании соединен подземным туннелем с дворцом Ахурия-Энеа.

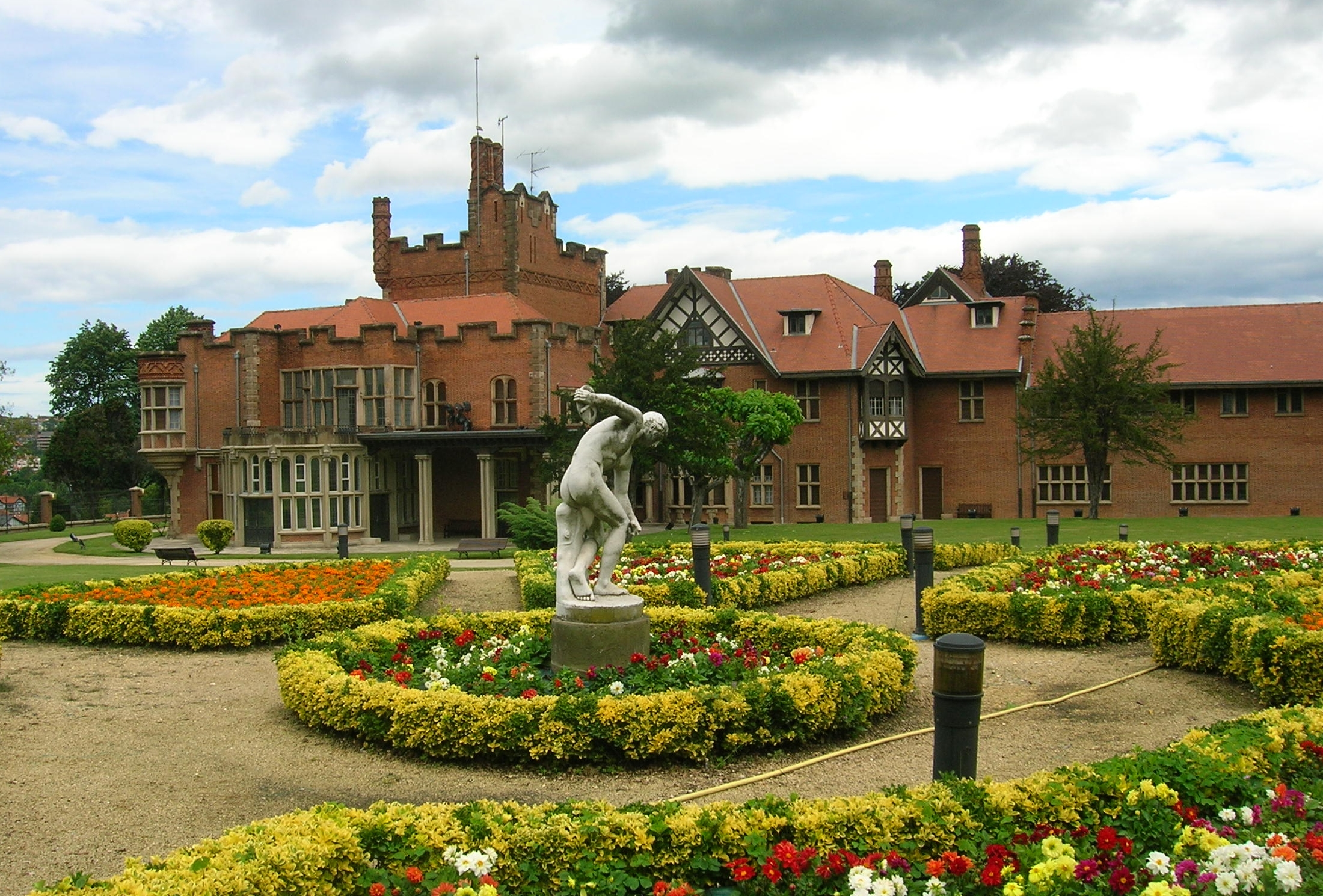
Дворец Артасы — здание, используемое как летняя резиденция

### Дворец Артасы
Дворец Артасы (исп. Palacio de Artaza), открытый в 1918 году, был приобретен баскским правительством в 1990-х годах и в настоящее время используется для проведения больших приемов, банкетов и проведения торжественных собраний.
Иногда здание используется как летняя резиденция леендакари.